# Tiarodes
Tiarodes is een geslacht van wantsen uit de familie van de Reduviidae (Roofwantsen). Het geslacht werd voor het eerst wetenschappelijk beschreven door Hermann Burmeister in 1835.

## Soorten
Het genus bevat de volgende soorten:

- Tiarodes acutangulus Miller, 1959
- Tiarodes ambulator Miller, 1959
- Tiarodes amoenus Miller, 1941
- Tiarodes assamensis Miller, 1959
- Tiarodes attrahensis Miller, 1959
- Tiarodes biroi Miller, 1959
- Tiarodes bradleyi Miller, 1959
- Tiarodes browni Miller, 1959
- Tiarodes brunneiventris Miller, 1959
- Tiarodes bukit Miller, 1940
- Tiarodes cameronicus Miller, 1959
- Tiarodes celebensis Miller, 1959
- Tiarodes convivus Miller, 1954
- Tiarodes cruentus Stål, 1870
- Tiarodes dohertyi Miller, 1941
- Tiarodes dubius Reuter, 1881
- Tiarodes dux Miller, 1959
- Tiarodes dyak Miller, 1959
- Tiarodes elegans Stål, 1863
- Tiarodes elongatus Miller, 1940
- Tiarodes erinnys Miller, 1940
- Tiarodes excellens Miller, 1959
- Tiarodes flavicans Miller, 1959
- Tiarodes fruehstorferi Breddin, 1899
- Tiarodes gracilis Miller, 1959
- Tiarodes hageni Miller, 1959
- Tiarodes helluo Miller, 1959
- Tiarodes hieroglyphicus Miller, 1940
- Tiarodes hilaris Miller, 1959
- Tiarodes insulanus Miller, 1959
- Tiarodes jucundus Miller, 1959
- Tiarodes juncturus Walker, 1873
- Tiarodes kuekenthali Breddin, 1900
- Tiarodes lotus Miller, 1959
- Tiarodes luzonicus Miller, 1959
- Tiarodes macgillavryi Miller, 1955
- Tiarodes majus Tomokuni & Cai, 2002
- Tiarodes malayanus Distant, 1903
- Tiarodes meldolae Distant, 1880
- Tiarodes melici Baena, 1998
- Tiarodes miles Miller, 1959
- Tiarodes mirandus Miller, 1940
- Tiarodes miyamotoi Ishikawa, Cai & Tomokuni, 2005
- Tiarodes mjobergi Miller, 1959
- Tiarodes mouhoti Miller, 1959
- Tiarodes nebulosus Miller, 1959
- Tiarodes nemoralis Miller, 1959
- Tiarodes nigrirostris Stål, 1859
- Tiarodes nitidus Miller, 1948
- Tiarodes nobilis Miller, 1959
- Tiarodes obscuripennis Miller, 1959
- Tiarodes obscuripes Miller, 1959
- Tiarodes obyanus Distant, 1902
- Tiarodes opulentus Miller, 1959
- Tiarodes ostentans Miller, 1959
- Tiarodes ovatulus Miller, 1941
- Tiarodes picturatus Distant, 1903
- Tiarodes pictus Cai & Tomokuni in Cai et al., 2001
- Tiarodes propinquus Miller, 1959
- Tiarodes pustulatus Stål, 1863
- Tiarodes rabiosus Miller, 1948
- Tiarodes ruficeps Tomokuni & Cai, 2002
- Tiarodes rufithorax Reuter, 1881
- Tiarodes rugosus Tomokuni & Cai, 2002
- Tiarodes sakai Miller, 1949
- Tiarodes salvazai Miller, 1959
- Tiarodes schultzei Miller, 1959
- Tiarodes scriptus Miller, 1959
- Tiarodes selangorensis Miller, 1940
- Tiarodes serenus Miller, 1948
- Tiarodes servus Miller, 1959
- Tiarodes similis Miller, 1959
- Tiarodes simplex Miller, 1959
- Tiarodes sulaensis Miller, 1959
- Tiarodes sumatrensis Miller, 1959
- Tiarodes taipingensis Miller, 1940
- Tiarodes timorensis Miller, 1959
- Tiarodes varicolor Stål, 1863
- Tiarodes varipennis Miller, 1959
- Tiarodes veneficus Miller, 1940
- Tiarodes venenatus Cai & Sun in Cai et al., 2001
- Tiarodes versicolor (Laporte, 1833)
- Tiarodes vexillarius Miller, 1959
- Tiarodes vilis Miller, 1959
- Tiarodes vorax Miller, 1940
- Tiarodes waterstradti Breddin, 1903
- Tiarodes xanthusi Reuter, 1881